# Дэвис, Уильям (сценарист)
Дэвис Уильям (англ. William Davies) — английский сценарист и кинопродюсер. Дэвис, родившийся в Британии, является выпускником Академии Мерсерсбурга и Кембриджского университета.

## Фильмография

### Сценарист
- 2019 - ? — «The Letter for the King»
- 2018 — «Девочка Миа и белый лев»/Mia et le lion blanc
- 2018 — «Агент Джонни Инглиш 3.0»/Johnny English Strikes Again
- 2011 — «Кот в Сапогах»/Puss in Boots
- 2011 — «Агент Джонни Инглиш: Перезагрузка»/Johnny English Reborn
- 2010 — «Как приручить дракона»/How to Train Your Dragon
- 2006 — «Смывайся!»/Flushed Away
- 2006 — «Вскрытие пришельца»/Alien Autopsy
- 2003 — «Агент Джонни Инглиш»/Johnny English
- 2001 — «Зажигание»/Ignition
- 2000 — «Виновный»/The Guilty
- 1998 - ? — «Ghost Cop»
  - 1998 — "Pilot"
- 1995 — «Доктор Джекилл и Мисс Хайд»/Dr. Jekyll and Ms. Hyde
- 1994 — «Обаяние Бермуд»/Bermuda Grace
- 1993 — «Призрак в машине»/Ghost in the Machine
- 1993 — «Настоящая Маккой»/The Real McCoy
- 1992 — «Стой! Или моя мама будет стрелять»/Stop! Or My Mom Will Shoot
- 1988 — «Близнецы»/Twins
- 1987 — «Student Exchange»

### Прочее
- 1990 — «Короткое время»/Short Time

## Награды
- 2011 — премия Энни за лучший сценарий в анимационной продукции (Как приручить дракона).
- 2011 — номинирован на премию Хьюго за лучшую постановку, крупной формы (Как приручить дракона).
- 2011 — номинирован на премию Рея Бредбери (Как приручить дракона).
- 2010 — номинирован на премию Гленна Дэвиса (Как приручить дракона).
- 2007 — премия Энни за лучший сценарий в анимационной продукции (Смывайся!)
- 1993 — премия Золотая малина за худший сценарий (Стой! Или моя мама будет стрелять)